# Szklarnia (Ostróda)
Szklarnia (deutsch Luisenberg) ist ein Ort in der polnischen Woiwodschaft Ermland-Masuren. Er gehört zur Gmina Ostróda (Landgemeinde Osterode in Ostpreußen) im Powiat Ostródzki (Kreis Osterode in Ostpreußen).

## Geographische Lage
Szklarnia liegt im Westen der Woiwodschaft Ermland-Masuren, neun Kilometer östlich der Kreisstadt Ostróda (deutsch Osterode in Ostpreußen).

## Geschichte
Der vor 1871 Louisenberg genannte kleine Ort, bestehend aus einem großen Hof, wurde 1852 als Glashütte gegründet und war bis 1945 ein Wohnplatz der Gemeinde Tafelbude (polnisch Kątno) im Kreis Osterode in Ostpreußen.
Als 1945 in Kriegsfolge das gesamte südliche Ostpreußen an Polen überstellt wurde, war auch Luisenberg davon betroffen. Der Ort erhielt die polnische Namensform „Szklarnia“ und ist heute – eingegliedert in das Schulzenamt (polnisch Sołectwo) Kątno – eine Ortschaft im Verbund der Landgemeinde Ostróda im Powiat Ostródzki, bis 1998 der Woiwodschaft Olsztyn, seither der Woiwodschaft Ermland-Masuren mit Sitz in Olsztyn (Allenstein) zugehörig.

## Kirche
Bis 1945 war Luisenberg in die evangelische Kirche Osterode in der Kirchenprovinz Ostpreußen der Kirche der Altpreußischen Union sowie in die römisch-katholische Kirche der Kreisstadt eingepfarrt.
Heute gehört Szklarnia evangelischerseits ebenfalls zur Kirchengemeinde Ostróda, jetzt in der Diözese Masuren der Evangelisch-Augsburgischen Kirche in Polen gelegen, und katholischerseits zur neu errichteten Pfarrei Stare Jabłonki (Alt Jablonken, 1938 bis 1945 Altfinken) im Erzbistum Ermland.

## Verkehr
Szklarnia liegt nördlich der verkehrsreichen Landesstraße 16 und ist von Zawady Małe (Königswiese) aus über eine nach Kątno (Tafelbude) führende Nebenstraße zu erreichen. Eine Bahnanbindung besteht nicht.